# ميتسو يامادا
ميتسو يامادا (باليابانية: 山田 満夫) (مواليد 26 مايو 1994)، هو لاعب كرة قدم كان يلعب كلاعب وسط.

## وصلات خارجية
- ميتسو يامادا على موقع رابطة كرة القدم اليابانية للمحترفين (اليابانية)
- ميتسو يامادا على موقع قاعدة بيانات كرة القدم.إي يو (الإنجليزية)
- ميتسو يامادا على موقع Soccerway.com (الإنجليزية)
- ميتسو يامادا على موقع عالم كرة القدم.نت (الإنجليزية)